# Josep Ramon Bosch
Josep Ramon Bosch Codina (Sampedor, 1963) es un empresario y activista político español. Desde enero hasta junio de 2019 presidió la asociación Sociedad Civil Catalana, organización de la que fue cofundador y que ya presidió entre 2014 y 2015. Es también presidente de la organización Somatemps y de la  Fundación Joan Boscà –esta última desde 2017–.

## Trayectoria
Fue directivo de la empresa de higiene bucal Sunstar Iberia entre los años 2000 y 2017. En 2013 fundó Somatemps, un colectivo que defiende «la identidad hispana de Cataluña», militó en el Partido Popular (PP) y fue cofundador de la plataforma constitucionalista Sociedad Civil Catalana que presidió entre 2014 y 2015 y de la que en enero de 2019 volvió a ser elegido presidente.
En el ámbito periodístico es colaborador del diario La Razón y a La Contra Deportiva, un diario digital dedicado al RCD Espanyol dirigido por el secretario general de Plataforma por Cataluña Roberto Hernando.

## Controversias
En septiembre de 2015 fue acusado de mantener un canal en YouTube donde colgaba vídeos de contenido ideológico de extrema derecha bajo el pseudónimo de Josep Codina. Poco después, anunció su dimisión como presidente de Sociedad Civil Catalana alegando motivos personales. Dos semanas antes, el colectivo Derechos había presentado una querella contra él por los insultos y amenazas que presuntamente había realizado desde un perfil anónimo de Facebook llamado Fèlix de Sant Serni Tavèrnoles. En el juicio, se negó a declarar y finalmente se archivó la causa al haber prescrito el delito.
En junio del 2019 se destapó una nueva polémica cuando reconoció en una conferencia de prensa que en las elecciones municipales del mes anterior había votado a Esquerra Republicana de Catalunya. La razón que argumentó para apoyar a un partido independentista en Sampedor era porque su cabeza de lista era su primo.